# Hari Kunzru
Hari Mohan Nath Kunzru, né le 1er janvier 1969 à Londres, est un écrivain et journaliste anglais. Son œuvre a été traduite dans une vingtaine de langues.

## Biographie
D'origine anglaise et indienne (Cachemire), Kunzru a grandi dans l'Essex. Il a fait ses études à la Bancroft's School (en), puis à Wadham College, à Oxford, et obtient un Master of Arts en philosophie et littérature à l'Université de Warwick.
Il a travaillé de 1995 à 1997 à Wired UK. Il a travaillé comme journaliste depuis 1998, écrivant pour des journaux tels que The Guardian et The Daily Telegraph. Il a été correspondant pour le magazine Time Out, et a travaillé comme présentateur TV, faisant des interviews pour une chaîne anglaise. Il a reçu en 1999 le titre d’Observer Young Travel Writer of the Year. De 1999 à 2004, il a été aussi l’éditeur musical du magazine Wallpaper et depuis 1995 il contribue à la publication de Mute, un magazine de culture et technologie. Il a remporté un Betty Trask Award et le Somerset Maugham Award pour son premier livre L’Illusionniste sorti en 2003. Transmission, son deuxième roman, a été publié pendant l’été 2004 et a été désigné comme l’un des livres remarquables de l’année 2004 par le New York Times. Il a également publié en 2005 un recueil de petites histoires nommé Noise.
En 2003, Hari Kunzru a été reconnu par le magazine Granta comme l’un des vingt meilleurs jeunes écrivains britanniques. En 2005, le magazine Lire l’a nommé comme l’un des '50 écrivains pour demain'.
Il crée la polémique en 2003 en refusant le prix John Llewellyn Rhys, accusant de xénophobie le quotidien Daily Mail, sponsor du prix.

## Publications
- L’Illusionniste (The Impressionist), 2003
- Noise, suivi de Transmission, 2005
- My Revolutions, 2007
- Leela, 2007
- Dieu Sans Les Hommes, 2012

## Source
- (en) Cet article est partiellement ou en totalité issu de l’article de Wikipédia en anglais intitulé « Hari Kunzru » (voir la liste des auteurs).